# 영양역
영양역(迎陽驛)은 조선민주주의인민공화국 황해남도 해주시 영양리에 있는 과거 토해선의 역이었다. 황해청년선이 토해선의 궤도 위를 지나간다.
경상북도 영양군과는 관련이 없다.